# Treta Iuga
A Treta Iuga (Treta Yuga)(em sânscrito:  त्रेतायुग, transl. tretāyuga or tretā-yuga), no hinduísmo, é a segunda e a segunda melhor das quatro iugas (idades do mundo) em um Ciclo Iuga, precedido por Crita (Satia) Iuga e seguido por Duapara Iuga.
Treta significa 'uma coleção de três coisas' em sânscrito, e é assim chamada porque durante a Treta Iuga havia três Avatares de Víxenu que foram vistos, a quinta, sexta e sétima encarnações como Vamana, Paraxurama e Rama, respectivamente. O nome também pode ser derivado do fato de que a Treta Iuga durou 3.600 anos divinos, ou 1.296.000 anos humanos. O touro do Darma simboliza que a moralidade se apoiava em três pernas durante este período. Ele tinha todas as quatro pernas na Satia Iuga e duas na Duapara Iuga seguinte. Atualmente, na era imoral de Cali, está em uma perna só.

## Etimologia
Iuga (em sânscrito:  युग), neste contexto, significa "uma era do mundo", onde sua grafia arcaica é yug, com outras formas de yugam, yugānāṃ e yuge, derivados de yuj (em sânscrito:  युज्), o que se acredita ser derivado de *yeug- (protoindo-europeu: lit. 'juntar ou unir').
O nome das quatro yugas, no entanto, remonta a um longo caminho e são anteriores à teoria das quatro eras mundiais. Esses nomes estão associados na literatura védica ao jogo de dados. O jogo era bem conhecido durante o período védico e tinha um aspecto secular e ritual. No texto védico mais antigo, ouvimos um jogador lamentar a perda de suas posses. Ele foi abandonado por sua esposa e seus amigos por causa de sua necessidade compulsiva de jogar dados. A ligação entre os nomes das yugas e o jogo de dados reside no fato de que em alguns textos védicos esses nomes são dados aos diferentes lances do jogo ou, segundo uma interpretação diferente, aos diferentes dados usados no jogo. 
Não se sabe ao certo como o jogo foi jogado, é até possível que com o tempo as regras tenham mudado ou o jogo ritual tenha sido diferente do popular. Mas, se muitos detalhes são obscuros, parece claro que a sequência 4-3-2-1 era parte integrante do jogo. O número quatro estava relacionado a Quirta, três a Tretã, dois a Dvãpara e um a Kali. Destes, Krta foi o lance vencedor e foi seguido pelos outros em ordem decrescente até Kali, o pior lance de todos. 
Neste sentido, Treta Iuga significa "a idade de três ou tríades", onde seu comprimento é três vezes maior que o de Cáli Iuga e o touro de Darma, que simboliza a moralidade, que se apoia em três pernas durante este período.
A Treta Iuga é descrita no Mahabharata, Manusmriti, Surya Siddhanta, Vishnu Smriti e vários puranas.